# Lubuk Mumpo (Lais)
Lubuk Mumpo is een bestuurslaag in het regentschap Bengkulu Utara van de provincie Bengkulu, Indonesië. Lubuk Mumpo telt 533 inwoners (volkstelling 2010).